# まるっと万博
『まるっと万博』（まるっとばんぱく）は、2005年3月22日から同年9月23日まで中部日本放送で放送されていた愛知万博（愛・地球博）関連の情報番組である。同博覧会長久手会場からの生放送。放送時間は毎週月曜 - 金曜 9:55 - 10:25 （日本標準時）。

## 出演者
司会とリポーターは全員CBCアナウンサー（当時）。

### キャスター
- 森合康行

### アシスタント
- 松原陽子
- 水城あやの

### リポーター
- 月曜：青池奈津子
- 火曜：西村俊仁
- 水曜：丸山蘭那
- 木曜：占部沙矢香
- 金曜：加藤由香

## スタッフ
- 音効：東海サウンド
- ディレクター：小柳津恵一、難波将司
- プロデューサー：伊藤和浩
- 制作協力：東通企画、エヌティーピー、CBCクリエイション
- 製作・著作：CBC

## 補足
JR福知山線脱線事故が起きた翌日の2005年4月26日、TBSならびに同系列局（CBCも含む）は緊急報道特番の影響で25日に放送できなかった『愛の劇場』と『ドラマ30』を10:00 - 11:00に放送した。そのため、CBCは同日のみ本番組を11:00 - 11:20に放送した。
なお、系列局の東北放送も緊急編成を理由に、本来はCBCのみで放送のこの番組を同日のみ同時ネットしていた。